# Olaf Ussing
 Der er for få eller ingen kildehenvisninger i denne artikel, hvilket er et problem. Du kan hjælpe ved at angive troværdige kilder til de påstande, som fremføres i artiklen.

Olaf Conrad Ussing (født 28. april 1907 på Frederiksberg, død 4. januar 1990 sammesteds) var en dansk skuespiller med sans for de mere obskure roller.
Han blev uddannet på Svend Methlings elevskole på Komediehuset og debuterede i 1929 som Søren Torp i Genboerne. 1931-1936 var han dels på Odense Teater og Århus Teater, dels på turne.
Fra 1936 var København hans faste holdepunkt. 1950-1966 var han engageret på Det Ny Teater og fra 1966 på Det kongelige Teater.
Han havde tidligt succes med at spille roller som ældre mænd.
Sin storhedstid som skuespiller fik Olaf Ussing hos Peer Gregaard, først på Det Ny Teater derefter på Det kongelige Teater.
Han fik Teaterpokalen i 1977.
Olaf Ussing udgav erindringsbogen Jeg vidste uden at vide. Han var gastronom og skrev kogebogen Lad os gå i køkkenet og slappe af.
Olaf Ussing døde få dage efter premieren på Tartuffe på Betty Nansen Teatret og nåede kun ganske få gange at spille den store monolog som den nederdrægtige Hr. Loyal. Han ligger begravet på Frederiksberg ældre kirkegård.
I Politikens At tænke sig-rubrik optrådte han som mad- og plasticskuespilleren Ola Fussing, som kollegaen og vennen Mogens Brandt fortalte i Man tager et sølvfad.

## Film
- Frk. Møllers Jubilæum (1937)
- Under byens tage (1938)
- Vagabonden (1940)
- Tobiasnætter (1941)
- Damen med de lyse handsker (1942)
- Frk. Vildkat (1942)
- Regnen holdt op (1942)
- Et skud før midnat (1942)
- Erik Ejegods pilgrimsfærd (1943)
- Vredens dag (1943)
- Otte akkorder (1944)
- De tre skolekammerater (1944)
- En ny dag gryer (1945)
- I går og i morgen (1945)
- Det gælder din frihed (1946)
- Røverne fra Rold (1947)
- Lykke på rejsen (1947)
- Kristinus Bergman (1948)
- Kampen mod uretten (1949)
- Smedestræde 4 (1950)
- Op og ned langs kysten (1950)
- Shakespear og Kronborg (1950)
- Familien Schmidt (1951)
- Hendes store aften (1954)
- Himlen er blå (1954)
- Kispus (1956)
- Hidden Fear (1957)
- Kærlighed mod betaling (1957)
- Poeten og Lillemor (1959)
- Kærlighedens melodi (1959)
- Frøen med masken (1959)
- Panik i Paradis (1960)
- Min kone fra Paris (1961)
- Mine tossede drenge (1961)
- Harry og kammertjeneren (1961)
- Prinsesse for en dag (1962)
- Det støver stadig (1962)
- Drømmen om det hvide slot (1962)
- Slottet (1964)
- Tine (1964)
- Mord for åbent tæppe (1964)
- Soyas Tagsten (1966)
- Flagermusen (1966)
- Balladen om Carl-Henning (1969)
- Der kom en soldat (1969)
- Stille dage i Clichy (1970)
- I morgen, min elskede (1971)
- Piger i trøjen 2 (1976)
- Hærværk (1977)
- Rend mig i traditionerne (1979)
- Danmark er lukket (1980)
- Den ubetænksomme elsker (1982)
- Kurt og Valde (1983)
- Min farmors hus (1984)
- Peter von Scholten (1987)
- Epidemic (1987)

## TV
- Beretning for et akademi (13. september 1965)
- Karrig Niding (1969)
- Kongen skal dø (1970)
- Sejle op ad åen (1972)
- Den Stundesløse (1973)
- Seks roller søger en forfatter (1973)
- Misantropen (1974)
- Aladdin eller den forunderlige lampe (1975)
- Kikkebakkeboligby (1977, 1985)
- Lørdagshjørnet (portrætudsendelse) (20. oktober 1979)
- Een stor familie (1982-1983) afsnit nr: 2, 3, 7 og 10
- Johansens sidste ugudelige dage (1988)